# Warlord

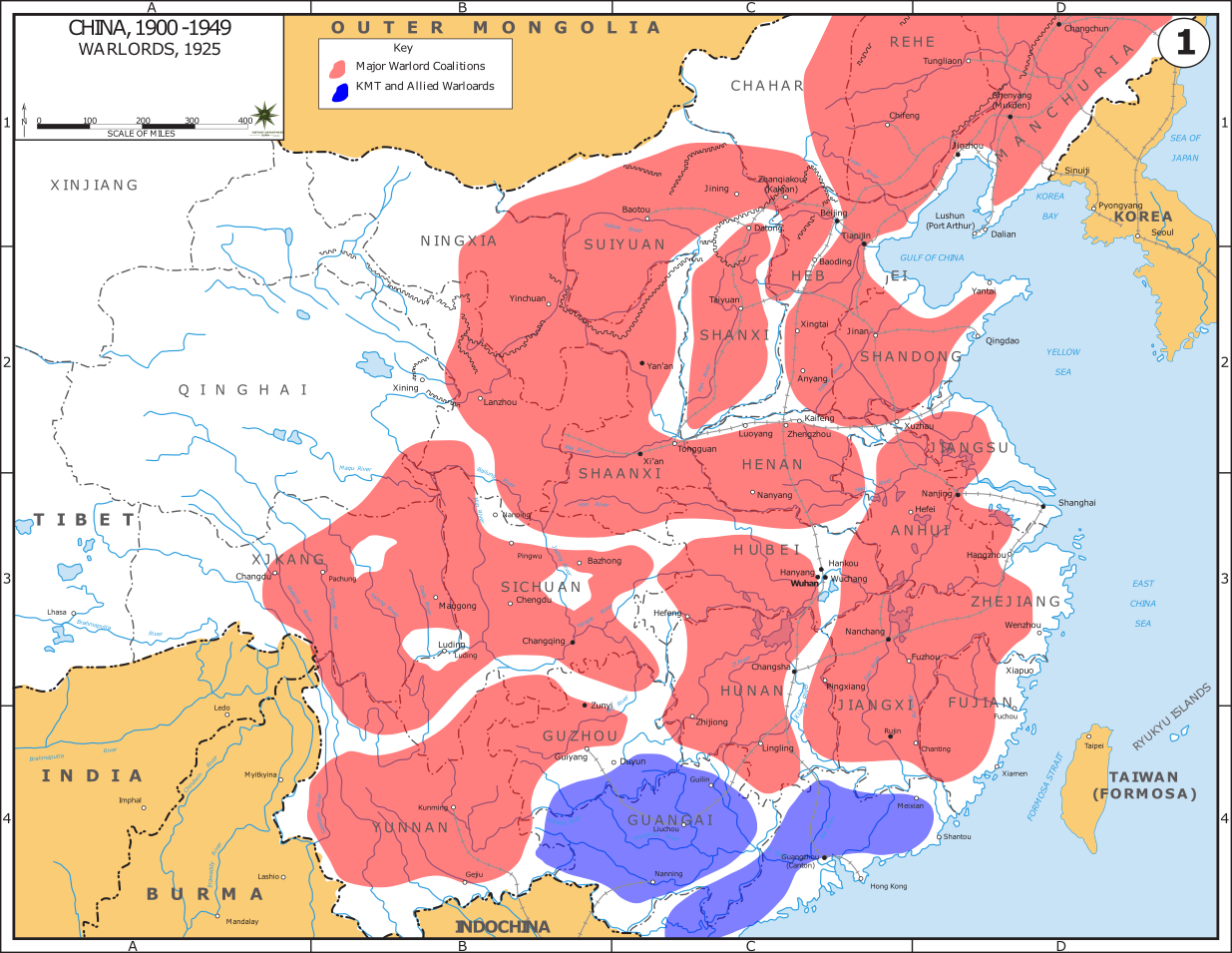
Oblasti ovládané jednotlivými vojenskými klikami po zániku čínského císařství, 1925

Warlord (česky „válečný lord“, „polní velitel“) je násilný nestátní aktér se silným lokálním vlivem (náčelník klanu, vůdce politické frakce, bývalý vysoce postavený důstojník), za kterým stojí ozbrojená milice nebo paramilitární jednotka čítající stovky až tisíce členů, který de facto zastává v zemích a regionech s omezenou státní mocí nebo zhroucených státech funkci starosty, guvernéra či prezidenta a nezodpovídá se žádné vyšší moci. V rozvojových zemích hrají warlordi důležitou politickou roli. Díky globalizaci nemají jimi spravovaná území problém se zahraničním obchodem. Warlordi mohou s mezinárodně uznanou vládou legitimně spolupracovat nebo s ní být během občanské války v konfliktu. Podobně probíhají konflikty a je navazována spolupráce mezi jednotlivými warlordy, protože jich zpravidla je v jedné oblasti několik. Slovo warlord má negativní konotace a evokuje kriminalitu, anarchii a násilí.

## Moderní příklady
Nechvalně proslulým warlordem byl v 90. letech Charles Taylor, který se po občanské válce stal prezidentem Libérie. V roce 2012 byl odsouzen k 50 letům vězení za válečné zločiny a zločiny proti lidskosti v sousední Sieře Leone.
Kontroverzní afghánskou postavou je Uzbek Abdul Rašíd Dóstum, který se stal spojencem Sovětů proti mudžáhidům, členem Severní aliance proti Tálibánu a po spojenecké invazi zastával pozice ve státní správě Islámské republiky, navzdory podezřením z válečných zločinů a pokračujícím bojům o moc s tádžickými milicemi na severu země.
Za warlorda bývá označován libyjský polní maršál Chalífa Haftar, jehož jednotky se podílely na svržení Muammara Kaddáfího a byly významnou silou v následné občanské válce. Ve spojení s vágnerovci byl za warlorda považován také ruský podnikatel Jevgenij Prigožin, který v červnu 2023 začal bojovat s ozbrojenými silami Ruské federace o moc.